# Donne nella rivoluzione russa
La rivoluzione russa del 1917, con gli eventi che la precedettero e la seguirono, hanno visto la creazione del primo stato socialista del mondo, il quale prese impegni espliciti per promuovere la parità tra uomini e donne. Molte tra le prime femministe e operaie russe parteciparono attivamente alla rivoluzione, mentre molte altre sono state colpite dagli eventi accaduti in quel periodo e dalle nuove politiche dell'Unione Sovietica.
A partire dall'ottobre del 1918 la neonata Unione delle Repubbliche Socialiste Sovietiche liberalizzò il divorzio e l'aborto nelle sue legislazioni, depenalizzò l'omosessualità, permise la convivenza al di fuori del matrimonio ed inaugurò tutta una serie di riforme che permisero una vera e propria rivoluzione sessuale rossa. 
Ma senza il pieno controllo delle nascite questa emancipazione finì presto col produrre molti matrimoni falliti, così come numerosi bambini nati senza un padre.
L'epidemia di divorzi e i relazioni extraconiugali crearono un qual certo disagio sociale, mentre i maggiori leader sovietici volevano che le persone concentrassero i loro sforzi nella crescita dell'economia. Dare alle donne sovietiche il controllo della fertilità tramite la contraccezione portò anche ad un rapido declino del tasso di natalità, percepito come una minaccia per la potenza militare del loro paese, in vista dello scoppio di lì a un decennio della Seconda guerra mondiale.
Nel 1936 Stalin invertì la maggior parte delle leggi liberali, rendendo di nuovo illegale l’aborto (che verrà reintrodotto nel 1955) e inaugurando un'epoca conservatrice in materia di diritti civili, pro natalista che è durata per i decenni a venire.

## Le donne russe e la prima guerra mondiale
Milioni di uomini russi hanno combattuto attivamente nel corso della prima guerra mondiale, finendo col causare alcuni disagi nei ruoli di genere patriarcali, tradizionali per la società russa.
Il numero di donne lavoratrici nei centri industriali salì a più di un milione e 250.000 donne aderirono alla forza lavoro tra il 1914 e il 1917. Anche le contadine assunsero nuovi ruoli, come ad esempio la presa inconsegna di alcuni dei lavori agricoli dei loro mariti.
Le donne combatterono anche direttamente nella guerra in piccole quantità posizionate in prima linea, spesso travestite da uomini, ma per lo più servendo come infermiere. Le condizioni sociali delle donne durante la guerra giocò un ruolo fondamentale per le successive rivoluzioni.

## La rivoluzione di Febbraio e il suo impatto sul partito bolscevico
La rivoluzione di febbraio rovesciò il regime zarista (fine dello zarismo) e istituì un governo provvisorio. Le donne furono ben visibili in questa fase rivoluzionaria raccogliendosi in una protesta di massa nella "giornata internazionale della donna" per richiamare l'attenzione e reclamare i diritti politici.
Esse guadagnarono certi diritti sotto il governo provvisorio, compreso il diritto di voto, la possibilità di lavorare come avvocati e la parità di diritti nei servizi civili. Le donne che si sforzarono di sostenere questi tipi di diritti politici generalmente provenivano dalla classe media o superiore, mentre le donne più povere protestavano per "il pane e la pace".
Vi fu anche un numero record di donne all'interno dell'esercito russo; tutte le unità di combattimento femminili vennero messe in prima linea, il primo di questi si formò nel maggio del 1917.

### La questione femminile e le politiche bolsceviche
La questione femminile, l'idea che le donne venissero viste come inferiori e che dovessero avere regole sociali e ruoli fissi, fu un argomento popolare in Russia durante la fine del XIX secolo e gli inizi del XX. Le donne russe venivano viste generalmente come arretrate e superstiziose, per cui non c'era da fidarsi di loro politicamente, ed anche alcuni marxisti si riferirono alle donne lavoratrici come allo "strato più arretrato del proletariato" e le accusarono di non essere in grado di sviluppare una coscienza rivoluzionaria senza la ferrea guida del partito.
Molti scrissero e teorizzarono sulla questione, ma nella maggioranza dei casi si associò il problema principalmente al femminismo. Prima della rivoluzione il femminismo veniva condannato in quanto borghese e di stampo occidentale, perché tendeva a provenire dalle classi superiori e fu col tempo considerato controrivoluzionario a causa della percezione del fatto che avrebbe diviso la classe operaia.
L'opera di Engels del 1890 sulle donne finì con l'influenzare pesantemente Lenin; egli credeva che l'oppressione delle donne fosse una funzione dovuta alla loro esclusione dalla sfera di produzione pubblica e alla retrocessione alla sfera domestica. 
Per le donne che volevano essere considerate come veri e propri "compagni" risultava necessario smantellare l'idea di famiglia borghese, avevano inoltre bisogno della piena autonomia e accesso al mondo del lavoro.
Alla luce della partecipazione delle donne nella rivoluzione di febbraio il partito bolscevico cominciò a ripensare e ristrutturare il proprio approccio alla "questione femminile".
Il bolscevismo non aveva opposto alcuna divisione della classe operaia, tra cui la separazione tra uomini e donne, per poter iniziare a concentrarsi specificamente sulle questioni femminili. Pensarono che gli uomini e le donne dovessero lavorare assieme, senza alcuna divisione ma per questo, nei primi tempi del partito, non esisteva la stampa di una letteratura femminile specificamente mirata e i bolscevichi si rifiutarono di creare un ufficio per le lavoratrici. Solo nel 1917 acconsentirono alle richieste del movimento femminista russo e crearono dei circoli femminili.

## Rivoluzione d'Ottobre e guerra civile
I bolscevichi salirono al potere con l'idea di liberare le donne e trasformare l'istituzione familiare. Furono in grado di pareggiare lo status legale delle donne con quello degli uomini riformando alcune leggi come il codice in materia di matrimonio, la famiglia e la tutela (ratificata nell'ottobre del 1918) che permetteva ad entrambi i coniugi di conservare i propri diritti di proprietà e i relativi guadagni, dando inoltre ai figli nati al di fuori del matrimonio gli stessi diritti degli altri, infine resero il divorzio disponibile su richiesta.
I bolscevichi costituirono uno specifico dipartimento del partito per le auto-attività delle donne, il Ženotdel (attivo dal 1919 al 1930). Sotto la guida di Aleksandra Michajlovna Kollontaj e con il sostegno di donne come Inessa Armand e Nadežda Konstantinovna Krupskaja il Ženotdel prese a diffondere le notizie della rivoluzione, insegnando a rispettare le sue leggi, istituendo corsi di educazione politica e alfabetizzazione per le donne della classe operaia e per le contadine, combattendo inoltre la prostituzione.
Il governo provvisorio non durò e nel mese di ottobre il partito bolscevico avviò nelle piazze un'altra rivoluzione, la rivoluzione d'ottobre. Mentre gli uomini furono forzosamente arruolati per il servizio nella guerra civile russa, le donne non furono tenute a parteciparvi. Tuttavia lo fecero spontaneamente in gran numero, il che suggerì ai bolscevichi di aver ottenuto il pieno sostegno delle donne. 
Si stima che tra le 50.000 e le 70.000 donne circa si riunirono nell'Armata Rossa nel 1920 per compensare così il 2% delle forze armate complessive.
Durante questo periodo il bolscevismo femminista cominciò realmente a prendere forma. Lenin parlò spesso dell'importanza di alleviare alle donne il lavoro domestico in modo da poter partecipare più pienamente alla società, e iniziò a fare uno sforzo per far pagare i lavori domestici. 
Il principio di "parità di retribuzione per pari lavoro" venne così ufficialmente legiferato. Alcune modifiche alla tradizionale enfasi sulla famiglia furono anche realizzate, facendo del divorzio una possibilità facilmente raggiungibile e con la concessione di diritti pieni per i figli illegittimi.
Un'ex combattente rivoluzionaria, Fanja Kaplan, tentò di assassinare Lenin nel 1918, ma fu arrestata e giustiziata. Tra le rivoluzionarie di idee anarchiche va ricordata Evgenja Jaroslavskaja-Markon, di cui ci rimane un'autobiografia scritta nel 1931 nel lager staliniano dove verrà fucilata.

## Donne contadine e emancipazione femminile
Le contadine erano in gran parte non coinvolte sia nel movimento femminista "borghese" che nella rivoluzione bolscevica. I ruoli di genere patriarcali erano l'unico modo di vita presente nei villaggi, e il villaggio è stato l'unica espressione possibile e conosciuta nella vita delle donne contadine. 
Gli storici hanno teorizzato che i contadini hanno visto la rivoluzione come una pericolosa minaccia per il loro modo di vita, e che le donne contadine, già impoverite, hanno temuto i rivolgimenti portati dalla guerra. Solo una piccola minoranza di donne contadine si è unita alla causa bolscevica. Il rifiuto dell'emancipazione femminile delle donne contadine è più chiaramente dimostrato nel loro rifiuto di essere coinvolte con le associazioni comuniste delle donne.